# Hora de las brujas
La hora de las brujas, según el folclore europeo, corresponde al momento en que se cree que aparecen y son más poderosas las criaturas sobrenaturales, como brujas, demonios y fantasmas. También se cree que a esta hora la magia negra es más eficaz. Suele ser a la media noche como a las 0:00  o el «tiempo a mitad de la noche cuando se dice que las cosas mágicas ocurren».
El término se usa para referirse a cualquier hora ya entrada la noche, incluso sin tener asociadas creencias supersticiosas, como puede verse en la definición del diccionario Webster: «La mitad de la noche, especialmente la media noche». El término «hora de las brujas», también puede referirse al período comprendido entre la medianoche hasta las 3 de la mañana. A «las 3 a. m. [es] la hora del diablo, en oposición a las 3 p. m., la hora en que se dice que Jesús fue crucificado». Según otras publicaciones, la hora de las brujas comienza a las 3 a. m. La hora antes de la medianoche se utiliza también para la práctica de la brujería.

## Otros usos del término
En el contexto de las inversiones, el término «hora de las brujas» se refiere a «la última hora de operaciones con acciones, entre las 15:00 (cuando se cierra el mercado de bonos) y 16:00 CET», especialmente en la última sesión de la semana que ocurre los viernes.